# Anna Lucia Richter
Anna Lucia Richter (* 1990 in Köln) ist eine deutsche Sängerin. Ursprünglich sang sie in der Stimmlage Sopran. Im Frühjahr 2020 leitete sie einen Fachwechsel zum Mezzosopran ein.

## Leben und Werk
Anna Lucia Richter wurde in eine Musikerfamilie hineingeboren. Sie erhielt ab ihrem neunten Lebensjahr Gesangsunterricht von ihrer Mutter Regina Dohmen. Ihr Vater Martin Richter ist Geiger im Kölner Gürzenich-Orchester. Ihr Bruder Lukas Anton Richter ist Kontrabassist beim Symphonieorchester des Bayerischen Rundfunks. Auch weitere Mitglieder der Familie wirkten oder wirken als professionelle Musiker. Anna Lucia Richter war langjähriges Mitglied des Mädchenchores am Kölner Dom. Von 2004 bis 2008 absolvierte sie bei Kurt Widmer in Basel eine Gesangsausbildung, die sie von 2007 bis 2009 als Jungstudentin an der Musikhochschule Köln bei Klesie Kelly-Moog fortführte. Dieses Studium setzte sie nach ihrem Abitur fort und schloss es 2013 mit Auszeichnung ab.
Anna Lucia Richter war Preisträgerin des Bundeswettbewerbs Gesang Berlin, erhielt den Luitpold-Preis des Kissinger Sommers 2011 und den Felix-Mendelssohn-Bartholdy-Preis 2011. 2012 gewann sie den Internationalen Robert-Schumann-Wettbewerb in Zwickau.
Im Bereich Lied war Anna Lucia Richter bei zahlreichen Festivals wie dem Rheingau Musik Festival, dem Heidelberger Frühling oder in der Wigmore Hall London präsent. Ihr US-Debüt gab sie begleitet von Gerold Huber mit drei Liederabenden in New Yorks Park Avenue Armory. Ein weiteres US-Konzert mit Eichendorff-Vertonungen und Improvisationen gab sie zusammen mit Michael Gees in der New Yorker Carnegie Hall.
Mit den Münchner Symphonikern unter der Leitung von Waleri Gergijew unternahm sie mit der 4. Symphonie von Gustav Mahler eine Tournee durch Asien (Peking, Shanghai, Seoul und andere Städte). Sie ging auch mit dem Freiburger Barockorchester mit Arien aus Händels Oper Semele und Telemanns Kantate Ino auf Tournee (London (Wigmore Hall), Stuttgart (Liederhalle) und Berlin (Berliner Philharmonie) und andere Städte). Mit den Dresdner Philharmonikern unter Vasily Petrenko führte sie Mahlers Wunderhorn-Lieder auf. Ab der Saison 2018/19 wirkte Anna Lucia Richter für drei Jahre als Junge Wilde (Artist in Residence) am Konzerthaus Dortmund. Als Auftakt gab sie in dieser Funktion zusammen mit Gerold Huber einen Schubert-Liederabend. Hieraus resultierte ihre Debut-CD „Heimweh“ mit Liedern von Franz Schubert.
Die Corona-Krise im Frühjahr 2020 nutzte Anna Lucia Richter unter Leitung der israelischen Gesangsexpertin Tamar Rachum zu einem Fachwechsel zum Mezzosopran. In der zusammen mit dem Lautenisten und Fachmann für Alte Musik Luca Pianca und dem Ensemble Claudiana Anfang 2020 herausgegebenen CD „Il delirio della passione“ mit Arien von Claudio Monteverdi war sie letztmals als Sopranistin zu hören. Im Februar 2021 gab sie mit dem Freiburger Barockorchester ihr erstes Konzert „Stolze Frauen“ im neuen Stimmfach  mit Werken von Johann Adolph Hasse und Georg Friedrich Händel, coronabedingt als „Geisterkonzert“, das vom Rundfunk ausgestrahlt wurde.
2023 erschien ihr Album Licht, ein Streifzug durch 800 Jahre deutsche Lied-Geschichte, mit dem Pianisten Ammiel Bushakevitz.